# Al-Mustansir II
Al-Mustansir II, död 1261, var en abbasidisk kalif. Han var kalif i Kairo mellan 13 juni 1261 och 27 eller 28 november 1261. 
Vid denna tid var kalif-titeln endast en hedersposition under beskydd av Egyptens monark. 